# Itmaharela obscura
Itmaharela obscura là một loài bướm đêm trong họ Noctuidae.